# René Oberthür
René Oberthür (Rennes, 1852 – 27 aprile 1944) è stato un entomologo francese.
Con suo fratello Charles Oberthür lavorò in "Imprimerie Oberthür", un'azienda di stampa di grande successo fondata dal padre François-Charles Oberthür. René e Charles fornivano gratuitamente bibbie, messali, catechismi e altre stampe ai missionari in cambio di esemplari di insetti.

## Opere
- Coleopterorum Novitates- Recueil spécialement consacré à l'étude des Coléoptères, Tome (Volume) 1 (1883)(l'unica parte pubblicata di una serie prevista). Sono state stampate pochissime copie di questo lavoro di 80 pagine, pubblicato dallo stesso René. René Oberthür ha contribuito con "Scaphidides nouveaux"; "Nouvelles espèces de Monommides"; "Trois Nebria nouvelles"; "Un Coptolabrus nouveau"; "Carabiques récoltés à Saint-Laurent-du Maroni per Nodier"; "Deux espèces nouvelles de Geotrupides"; "Trois espèces nouvelles du genre Helota"; "Deux espèces nouvelles du genre Lemodes" C'erano solo altri due contributori Maximilien Chaudoir "Carabiques nouveaux" e Léon Fairmaire Note sur le genre Chalaenus and Espèces nouvelles d'Hétéromères de Madagascar.
- Con C. Houlbert (1913) Lucanides de Java. Insecta; revue illustree d’Entomologie, Rennes 4 parts (1913–1914)-includes (1914) Catalogue systematique des lucanides considered somme ayant ete trouves dans l'ile de Java.